# Landgericht Rottweil

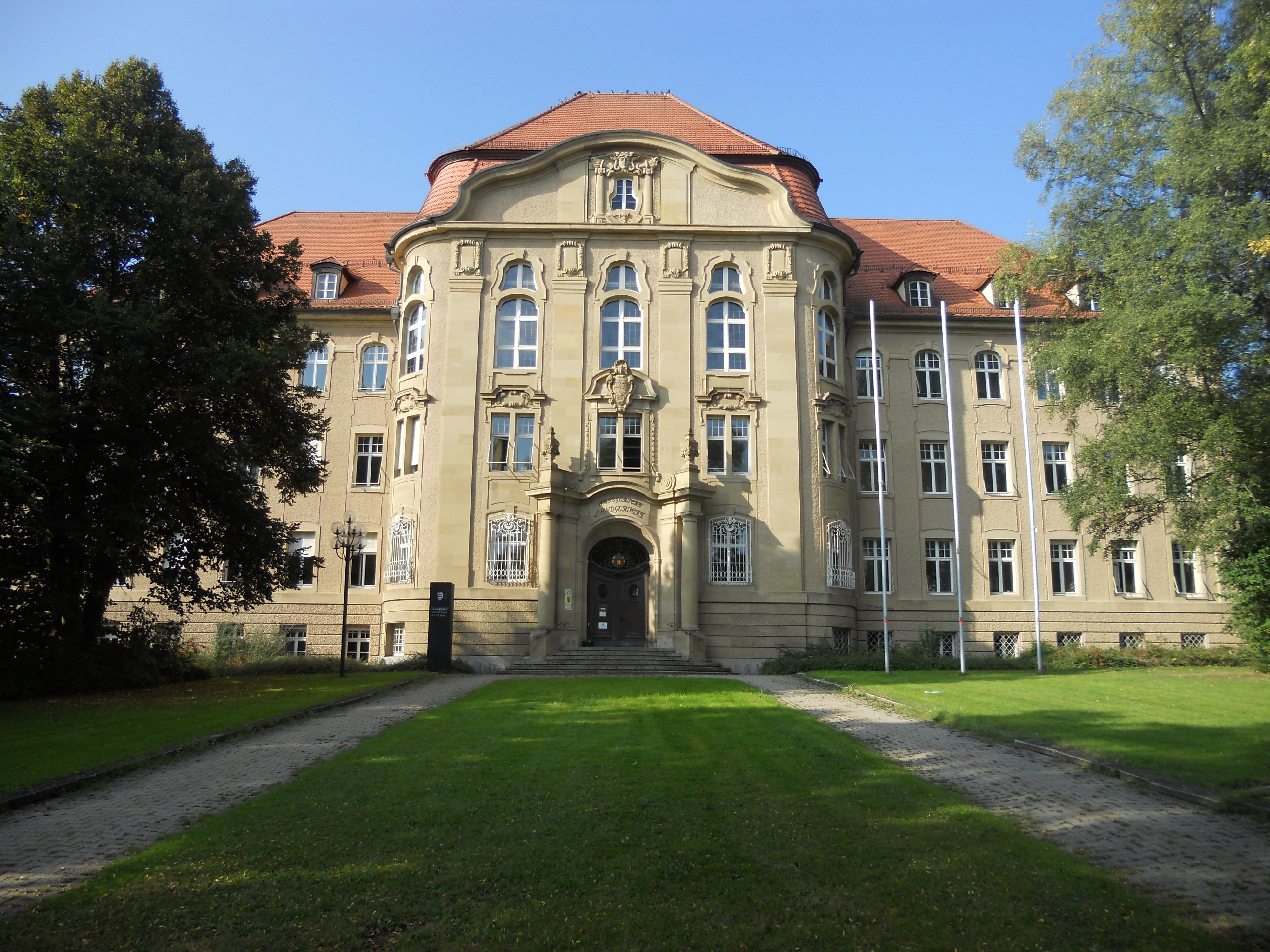
Amts- und Landgericht Rottweil

Das Landgericht Rottweil ist ein Gericht der ordentlichen Gerichtsbarkeit und eines von acht Landgerichten im Bezirk des Oberlandesgerichts Stuttgart.

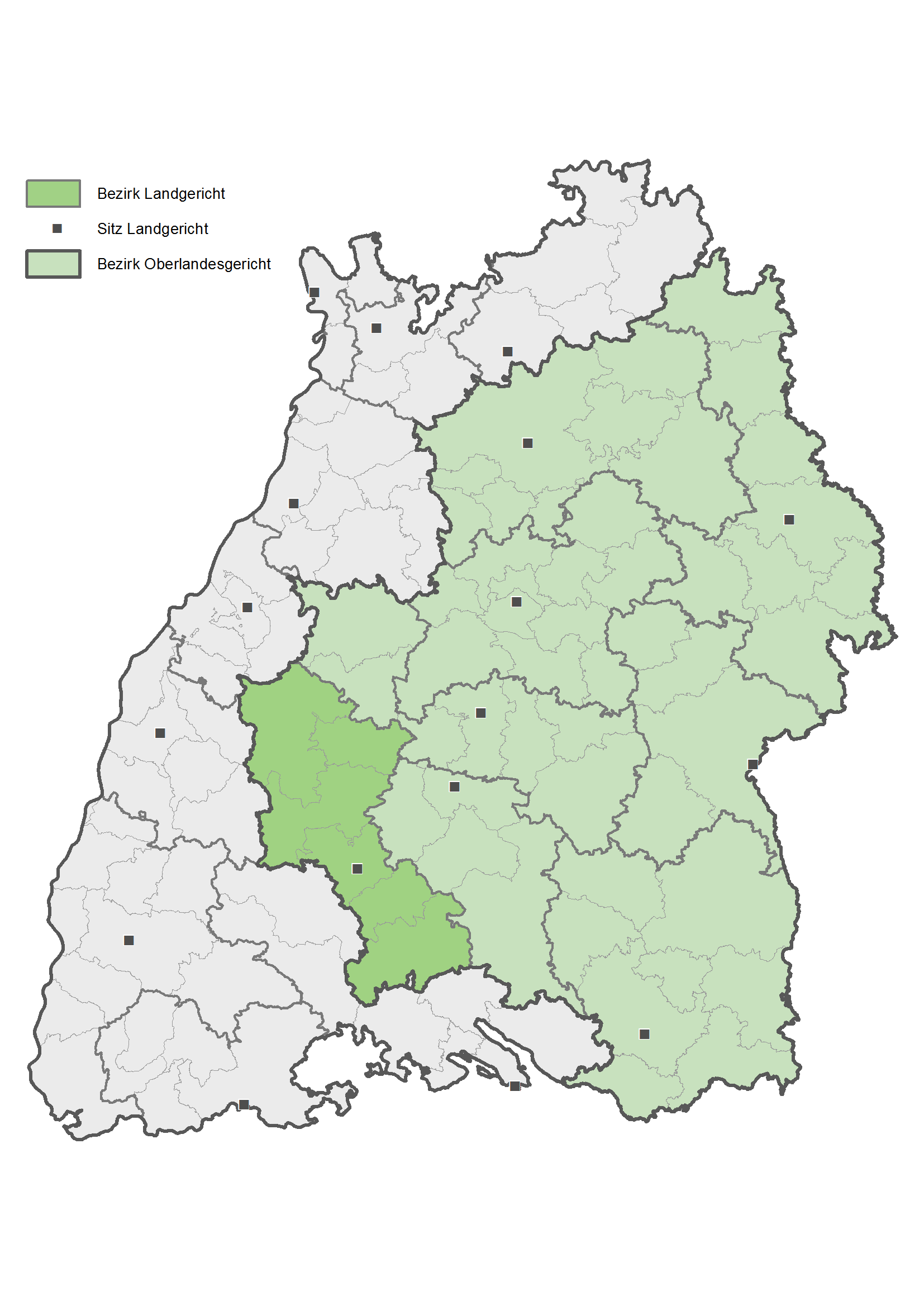
Landgerichtsbezirk Rottweil (dunkel) im Oberlandesgerichtsbezirk Stuttgart (hellgrün) in Baden-Württemberg

## Gerichtssitz und -bezirk
Das Landgericht (LG) hat seinen Sitz in Rottweil, Baden-Württemberg.
Zum Gerichtsbezirk gehören sechs Amtsgerichte: Freudenstadt, Horb am Neckar, Oberndorf am Neckar, Rottweil, Tuttlingen und Spaichingen.

## Übergeordnete Gerichte
Dem Gericht ist das Oberlandesgericht Stuttgart, diesem der Bundesgerichtshof in Karlsruhe übergeordnet.

## Geschichte

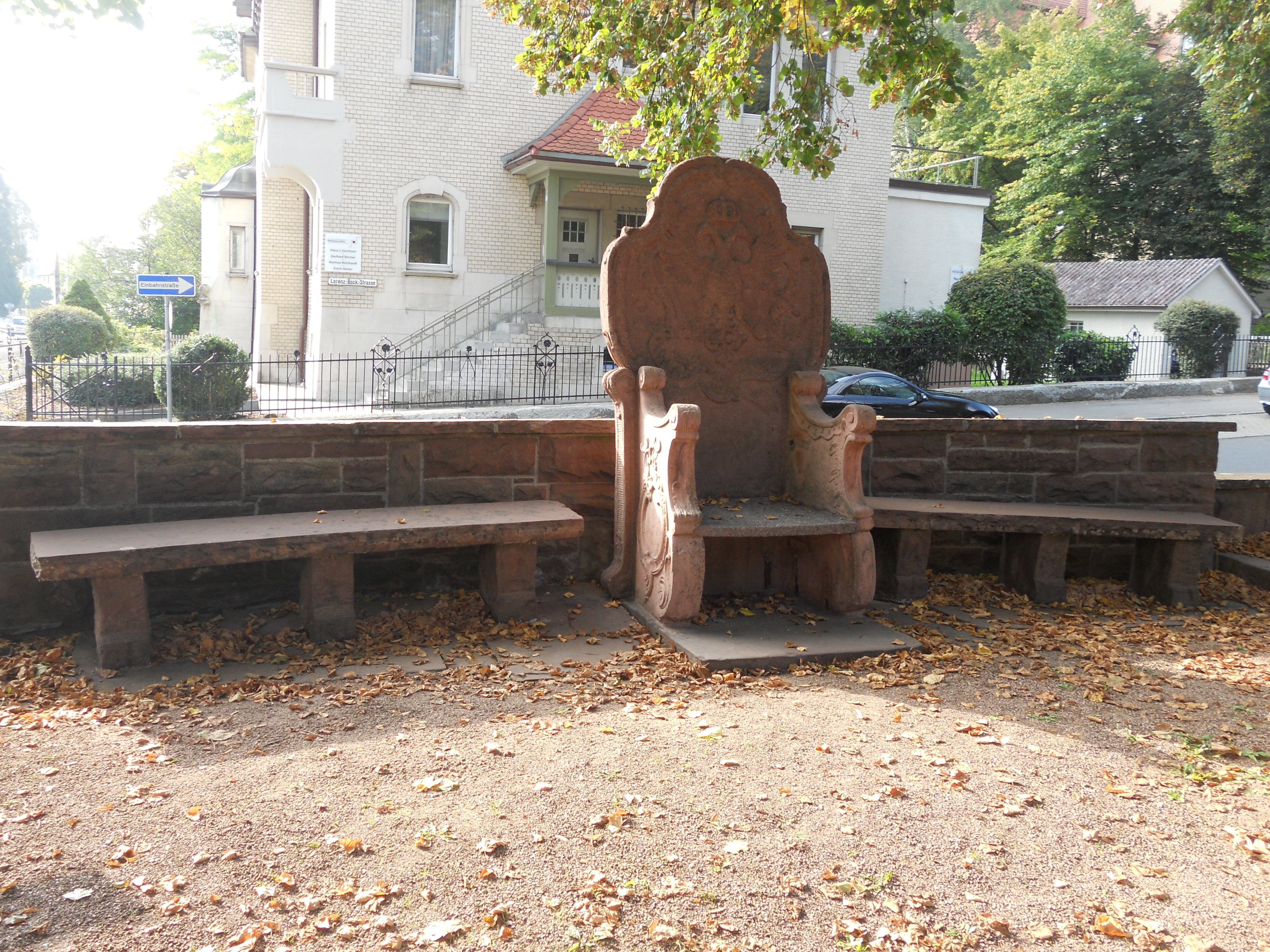
Nachbildung des Richterstuhls des kaiserlichen Hofgerichts von 1781

Im heutigen Rottweil wurde schon in der Antike – sowohl durch Kelten als auch durch Römer – Recht gesprochen.
Während des 8. Jahrhunderts entstand in Rottweil ein Domänenlandgericht. Im 13. Jahrhundert kam ein Strafgericht (Malefizgericht, Pürschgericht) hinzu. Während des 14. Jahrhunderts erstarkte das Domänenlandgericht zum „Kaiserlichen Hofgericht“, zu „des heiligen Richs oberstes Gericht“. Örtlich war es nun nicht mehr nur für die nähere Umgebung zuständig. Sein Bezirk erstreckte sich bis ins Elsass, nach Köln und ins heutige Thüringen hinein. Diese Funktion behielt das Kaiserliche Hofgericht bis zum Ende des Heiligen Römischen Reiches im 19. Jahrhundert, also fast 500 Jahre lang. Während dieser Zeit wurden einige Zuständigkeiten auf das Reichskammergericht übertragen, wodurch die Bedeutung Rottweils geringer wurde.
Mit dem Wiener Frieden entstand 1809 die „Landvogtei am oberen Neckar“, die von Rottweil aus verwaltet wurde. Damit war der Sitz eines „Oberamtsgerichts“ verbunden, das allerdings nur noch lokale Bedeutung hatte.
1848 wurden auch in Rottweil Schwurgerichte eingeführt. Vom Kreisgerichtshof Tübingen aus kamen die Richter gelegentlich nach Rottweil, um dort Sitzungen abzuhalten.
1868 wurde Rottweil selbst Sitz eines Kreisgerichtshofes, 1879 wurde dieser – wie alle Kreisgerichtshöfe in Württemberg – zu einem Landgericht.
Das heutige Gerichtsgebäude wurde in den Jahren 1908 bis 1910 im Jugendstil errichtet. 1910 wurde es seiner heutigen Nutzung als Amts- und Landgericht zugeführt. Es steht unter Denkmalschutz. Die Staatsanwaltschaft Rottweil, die ursprünglich ebenfalls hier untergebracht war, hat nunmehr ein eigenes Gebäude in unmittelbarer Nachbarschaft.